# Dance (While the Music Still Goes On)
Dance (While the Music Still Goes On) ist ein Lied der Popgruppe ABBA aus dem Jahr 1974.

## Entstehung und Veröffentlichung
Das Lied wurde von Benny Andersson und Björn Ulveaus geschrieben und war das erste, welches am 24. September 1973 für das Album Waterloo aufgenommen wurde. Die Strophen singt Agnetha Fältskog, während im Refrain alle Mitglieder der Gruppe zu hören sind.
Am 4. März 1974 wurde es schließlich auf dem Album als Titel Nummer sechs der A-Seite veröffentlicht.
Außerdem fand eine Veröffentlichung auf den Greatest-Hits-Alben ABBA: Greatest Hits und Thank You for the Music statt. Eine Auskopplung als Single erfolgte nicht.

## Inhalt
Thematisch handelt das Lied vom Ende einer Liebesbeziehung.
Ein Liebespaar wird sich des Endes seiner Beziehung bewusst. In den Strophen blickt die Partnerin traurig auf die bevorstehende Trennung und versteht nicht, wie es so weit kommen konnte. Daraufhin ruft der Partner sie zu einem gemeinsamen letzten Tanz auf, damit die beiden eine letzte Erinnerung haben, wenn sie in Zukunft allein sein werden.